# Chris Sanders

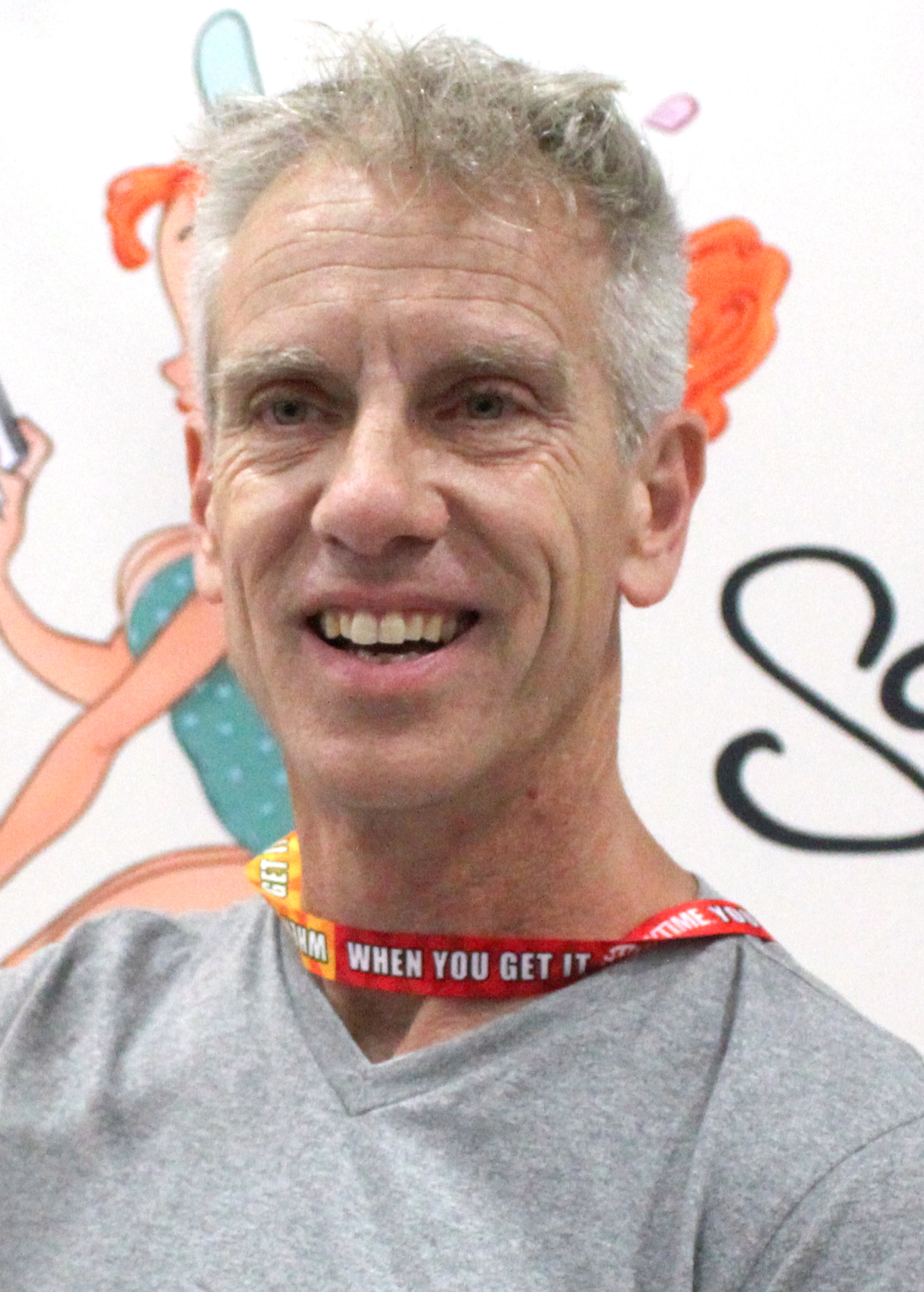
Chris Sanders auf der 42. Comic-Con in San Diego, 2012

Christopher Michael Sanders (* 12. März 1962 in Colorado Springs, Colorado) ist ein US-amerikanischer Filmanimator und der Erfinder der Figuren von Lilo & Stitch. Momentan lebt er in Los Angeles.

## Leben
Er ist sowohl deutscher, holländischer wie auch jüdischer Abstammung. Sanders wurde in Colorado geboren, wo er später dann auch aufgewachsen ist. Als Kind war Chris Sanders ein großer Fan von Beatrix Potters Büchern, eine Leidenschaft, die er bis heute teilt und auch in seine Filme miteinbindet.
Nachdem er 1997 für den Disneyfilm Mulan als Animator gearbeitet hatte, verfilmte er Lilo & Stitch, wobei er zusammen mit seinem Freund Dean DeBlois auch das Drehbuch geschrieben hatte. Sanders lieh der Hauptfigur von Lilo & Stitch zudem seine Stimme. Er war an vielen anderen Disney-Produktionen selbst beteiligt, darunter auch als Synchronsprecher.
Disney gab später bekannt, dass es eine Fernsehserie von dem Film geben würde. Sanders selber blieb zwar als Synchronsprecher bei der Serie, er regte sich aber auf, dass die Serie nicht wirklich seiner Idee einer Fortsetzung des Projekts entspräche, außerdem lehnte er die neuen Figuren meist ab. Anfang 2005 arbeitete Sanders noch an dem Animationsfilm American Dog, der auf einer von ihm geschriebenen Geschichte basiert. Im März 2007, wurde Chris Sanders aus dem Projekt gefeuert. Sanders gab kurz darauf bekannt, dass er die Disney Company verlassen wolle, um mehr Freiheiten bei seinen Werken haben und ausführen zu können. Er wechselte zur Firma Dreamworks, welche ihm nach eigenen Aussagen besser gefällt und weniger streng in Bezug auf die Filme ist als Disney.
Sein erster Film, bei dem er dort als Drehbuchautor mitarbeitete, ist Drachenzähmen leicht gemacht. Für diesem Film wurde er zusammen mit seinem Partner DeBlois für den Oscar nominiert und 2011 mit zwei Annie Awards ausgezeichnet. Bereits 1998 hatte er für seine Mitarbeit an Mulan diesen Preis zwei Mal erhalten.
Chris Sanders arbeitet unter anderem auch als Autor und Illustrator, wobei er mehrere Bücher, darunter auch viele Sachbücher verfasst hat. Eines seiner bekannteren Werke ist The Art of Mulan, bei dem er mit Jeff Kurtti als Co-Autor mitgearbeitet hatte.
Des Weiteren führte er zusammen mit Kirk DeMicco Regie und verfasste das Drehbuch zum Film Die Croods, der am 15. Februar 2013 bei der 63. Berlinale in Berlin seine Deutschland-Premiere feierte.

## Filmografie
- 1990: Bernard und Bianca im Känguruland (The Rescuers Down Under)
- 1991: Die Schöne und das Biest (Beauty and the Beast, Animator)
- 1994: Der König der Löwen (The Lion King, Animator)
- 1998: Mulan (Animator)
- 1999: Fantasia 2000
- 1999: Tarzan (Animator)
- 2002: Lilo & Stitch (Drehbuchautor, Regisseur, Stimme von Stitch)
- 2003: Stitch & Co. – Der Film (Stitch! The Movie, Animator)
- 2003–2006: Lilo & Stitch (Fernsehserie, Drehbuchautor, Regisseur, Stimme von Stitch)
- 2004: Der König der Löwen 3 – Hakuna Matata (The Lion King 1½)
- 2005: Lilo & Stitch 2 – Stitch völlig abgedreht (Lilo & Stitch 2: Stitch Has a Glitch, Animator)
- 2006: Leroy & Stitch (Animator)
- 2008: Yuna & Stitch (Stitch!, Animator)
- 2008: Bolt – Ein Hund für alle Fälle (Drehbuchautor)
- 2010: Drachenzähmen leicht gemacht (How to Train Your Dragon, Drehbuchautor, Co-Regisseur)
- 2013: Die Croods (Drehbuchautor, Regisseur)
- 2020: Ruf der Wildnis (The Call of the Wild)
- 2020: Die Croods – Alles auf Anfang (The Croods: A New Age, Stimme)
- 2024: Der wilde Roboter (The Wild Robot, Drehbuchautor, Regisseur)
- 2025: Lilo & Stitch (Stimme)